# ゲオネットワークス
株式会社ゲオネットワークス（英: GEO NETWORKS CORPORATION.）は、東京都千代田区に本社を置き、インターネット専業のオンラインDVD・CDレンタル「ぽすれん」を運営する日本の企業。旧称は株式会社ぽすれん。
株式会社ゲオホールディングスの完全子会社。

## 概要
ライブドア社員であった初代代表取締役社長の山名真由によって企業内起業の形で創業。
2005年に株式会社ライブドアから分割されて設立。
かつてはライブドアホールディングス（現・LDH）の子会社であったが、ノンコア事業の整理にともない、株式会社ゲオ（現：株式会社ゲオホールディングス）に所有する全株式を譲渡し、同社の完全子会社となった。
「ぽすれん」「ゲオ宅配レンタル」のオンラインDVD・CD・コミックレンタルサービス及び「GEO Online」と「ゲオアプリ」のアプリ・ウェブサイト運営の大きく分けて2事業を展開している。以前はDVD販売等のEコマースサービス「ぽすれんストア」、動画配信コンテンツ「ぽすれんBB」や電子書籍配信サービスの「GEO☆Books」事業も行っていた。
オンラインDVDレンタル事業では会員数は10万人（2005年9月時点）。2006年5月よりCDレンタルを開始。同業他社には、カルチュア・コンビニエンス・クラブが運営する『TSUTAYA DISCAS』のほか、DMM.comが運営する『DMM.com オンラインDVDレンタル』がある。過去には「Yahoo!レンタルDVD」と「楽天レンタル」の運営を受託していた。

## 沿革
- 2002年11月1日 - 株式会社オン・ザ・エッヂ（後のライブドア）がオンラインDVDレンタル事業「ぽすれん」のサービス提供を開始。
- 2004年8月2日 - バリュークリックジャパン株式会社のオンラインDVDレンタル事業「DVD Zoo」を統合。
- 2005年8月23日 - ライブドアから会社分割により設立。
- 2006年4月10日 - 音楽CDレンタルを開始。
- 2007年7月30日 - 本社を「六本木ヒルズ森タワー」から「赤坂ツインタワー」に移転。
- 2007年12月20日 - 代表取締役社長に明石耕作が就任。山名真由は取締役に降格。
- 2008年7月1日 - ゲオがライブドアホールディングスから所有する全株式を取得し、ゲオの完全子会社となる。
- 2008年9月 - 本社を「赤坂ツインタワー」から「DAI-Xビル」に移転。
- 2009年7月16日 - KDDIの動画配信サービスLISMO VideoにLISMO Video DVDレンタルの提供を開始。
- 2013年07月　電子書籍配信サービスのGEO☆Booksを開始[3]。
- 2014年4月30日 -　Yahoo!レンタルDVDが終了した[4]。
- 2014年10月1日 - 株式会社ゲオネットワークスに商号を変更[5]。楽天が運営する楽天レンタルの発送・返却業務を受託した[6]。
- 2015年11月9日 - マルチクリエイターの広井王子が顧問に就任[7]。
- 2016年09月　GEO☆Booksのサービスを終了。

## ラジオCM
2005年の一時期、東京のラジオ局、InterFMで、「堀江社長も使っているライブドアのぽすれん」というキャッチコピーでラジオCMを頻繁に行っていたことがあった。